# Spadafora
Spadafora is een gemeente in de Italiaanse provincie Messina (regio Sicilië) en telt 5322 inwoners (31-12-2004). De oppervlakte bedraagt 10,3 km², de bevolkingsdichtheid is 517 inwoners per km².

## Demografie
Spadafora telt ongeveer 2058 huishoudens. Het aantal inwoners steeg in de periode 1991-2001 met 2,2% volgens cijfers uit de tienjaarlijkse volkstellingen van ISTAT.

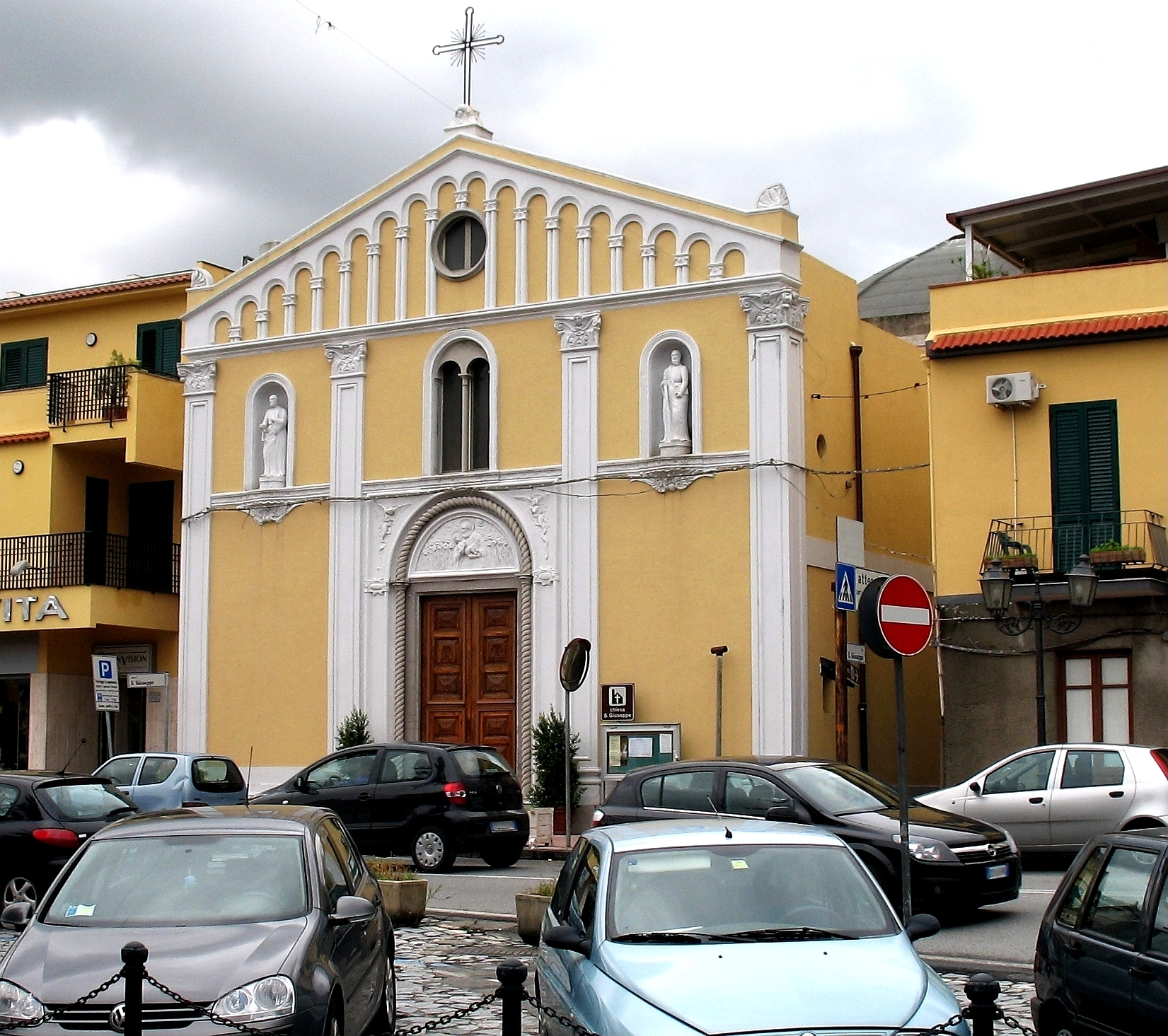
S.Joseph Church

| Jaar | Inwoneraantal |
| ---- | ------------- |
| 1991 | 5119          |
| 2001 | 5234          |

## Geografie
De gemeente ligt op ongeveer 6 m boven zeeniveau.
Spadafora grenst aan de volgende gemeenten: Roccavaldina, Rometta, Venetico.